# Sigurður Lárusson
Sigurður Kristján Lárusson (Akureyri, 26 giugno 1954) è un ex calciatore islandese, di ruolo difensore.
Anche suo figlio Lárus Orri Sigurðsson è stato un calciatore.

## Carriera

### Club
Ha sempre giocato in patria.

### Nazionale
Conta 11 partite con la Nazionale islandese.